# 61 Cygni
61 Cygni (Gliese 820 AB) es una estrella binaria visual en la constelación del Cisne, formada por dos estrellas separadas 29 segundos de arco de magnitud aparente +5,21 y +6,03 respectivamente. Aparecen como un par de estrellas de color rojo-naranja, siendo una de las estrellas dobles más hermosas observables con prismáticos. Situada a algo más de 11 años luz, es la decimoquinta estrella más cercana al sistema solar.

## Historia
Aunque el gran movimiento propio de 61 Cygni fue señalado por primera vez en 1804 por Giuseppe Piazzi, la estrella no recibió gran atención hasta que Friedrich Wilhelm Bessel publicó un trabajo sobre ella en 1812. Fue Friedrich Georg Wilhelm von Struve quien descubrió la duplicidad de la estrella en 1830.

Movimiento propio de 61 Cygni mostrando su posición con intervalos de un año.

El gran movimiento propio del sistema hizo de 61 Cygni un candidato ideal para la determinación de su distancia por medio de la paralaje, por lo que fue la primera estrella —excluyendo el Sol— cuya distancia a la Tierra fue medida. Fue Bessel quien lo llevó a cabo, obteniendo una medida de paralaje de 313,6 milisegundos de arco (mas), próximo al valor aceptado actualmente de 287,18 mas.
Solo unos años después se descubrió que Groombridge 1830 tenía un movimiento propio más alto. No obstante, 61 Cygni sigue siendo la estrella visible a simple vista con mayor movimiento propio, y el séptimo sistema estelar con un movimiento propio mayor entre todos los listados en el Catálogo Hipparcos.

## Características físicas

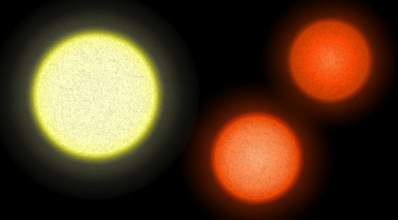
Tamaños comparados del Sol (izquierda), 61 Cygni A (abajo) y 61 Cygni B (arriba derecha).

Las dos componentes del sistema 61 Cygni son dos enanas naranjas con una separación media entre ambas de 84 UA. La excentricidad de la órbita, ε = 0,48, hace que su separación varíe entre 44 UA en el periastro y 124 UA en el apoastro. El período orbital del sistema es de 659 años. Se cree que ambas estrellas pueden ser más viejas que el Sol. Su alto movimiento propio es debido no solo a su proximidad, sino que el sistema se mueve cinco veces más rápido en relación con el Sol que otras estrellas vecinas, lo que implica que 61 Cygni no es una estrella del fino disco galáctico.

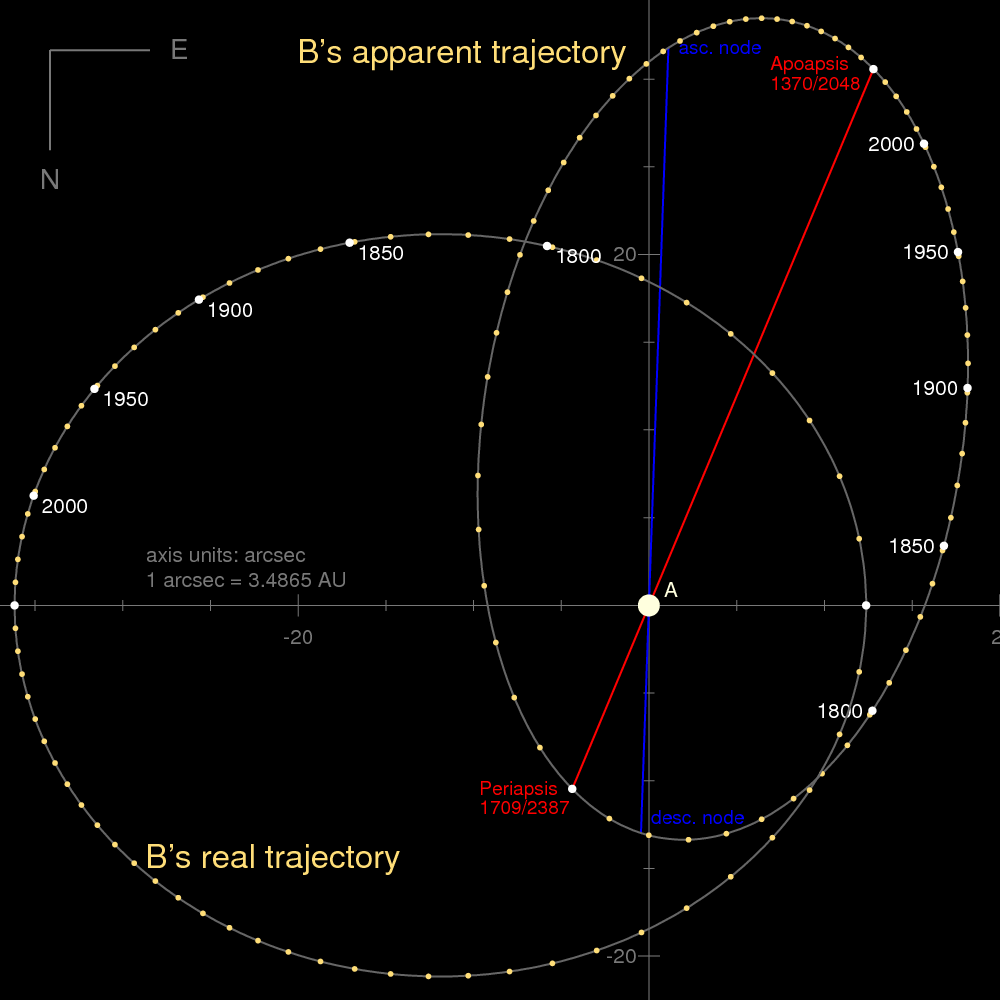
Órbita de 61 Cygni B sobre 61 Cygni A

61 Cygni A (HD 201091 / HR 8085), la componente principal del sistema, es de tipo espectral K5V con una temperatura efectiva de 4450 K. Tiene una masa aproximada del 70 % de la masa solar y un radio del 72 % del radio solar. Su luminosidad es el 15 % de la del Sol y su metalicidad —abundancia en elementos más pesados que el hidrógeno— es el 79 % de la solar. Parece ser una estrella variable del tipo BY Draconis, habiéndosele asignado la denominación de variable V1083 Cygni.
61 Cygni B (HD 201092 / HR 8086), de tipo espectral K7V, tiene una temperatura efectiva de 4120 K. Es algo más pequeña que su compañera —masa 63 % de la masa solar y radio 67 % del radio solar— y su luminosidad es solo el 9 % de la del Sol. Se ha detectado polvo en torno a esta estrella y parece ser una estrella fulgurante.

## Posible sistema planetario
Medidas astrométricas muestran que además del par principal, existen tres acompañantes invisibles con períodos orbitales cortos de 6, 7 y 12 años. Sin embargo los objetos no han podido ser resueltos mediante interferometría de moteado, por lo que se ha puesto en duda su existencia.

### Habitabilidad
De acuerdo con los cálculos realizados, el confín interno de la zona habitable de la estrella A podría ubicarse a alrededor de 0.385 UA de la estrella, mientras que el confín externo se encuentra más lejos, a unos 0.755 UA. La distancia óptima desde 61 Cygni A de un planeta potencialmente habitable o superhabitable debe ser de 0.57 UA, una distancia intermedia entre las órbitas de Mercurio y Venus en el sistema solar. A esa distancia de la estrella, un planeta así tendría un período orbital de aproximadamente 188 días, poco más de la mitad de un año terrestre.
Mientras para 61 Cygni B el borde interior de la zona habitable podría ubicarse a alrededor de 0,315 UA de la estrella, mientras que el borde exterior se encuentra más alejado en alrededor de 0,617 UA. Para el calentamiento por infrarrojos, la distancia desde 61 Cygni B donde un planeta potencialmente habitable que podría albergar agua líquida y tener ciclos de noche y día sería de 0.466 AU - - una distancia intermedia entre Mercurio y Venus en el Sistema Solar. A esa distancia de la estrella, un planeta así tendría un período orbital de aproximadamente 146 días, un poco más del 40 por ciento de un año terrestre.